# Mercedes-Benz CLS-Klasse
De Mercedes-Benz CLS-Klasse (ook wel Mercedes-Benz CLS of kortweg CLS genaamd) is een groep van automodellen van het merk Mercedes-Benz. De eerste exemplaren van deze modellen werden medio 2004 aan het publiek getoond.
De CLS ligt qua prijs en mate van luxe tussen de auto's van de E-Klasse en die van de S-Klasse in. In Nederland kostten de goedkoopste auto's van de Mercedes-Benz CLS-Klasse in oktober 2008 € 74.500,-. In oktober 2008 werd voor enkele varianten de volgende prijzen gevraagd:
| Model       | Prijs (NL)  |
| ----------- | ----------- |
| CLS 280     | € 74.500,-  |
| CLS 320 CDI | € 82.800,-  |
| CLS 350     | € 81.800,-  |
| CLS 500     | € 106.000,- |
| CLS 63 AMG  | € 157.000,- |

De Mercedes-Benz CLS 55 AMG was tot 2006 de sportiefste versie van alle modellen van de Mercedes-Benz CLS-Klasse. De auto heeft een 5,4-liter V8-motor die voorzien is van een compressor waarmee hij 476 pk levert. De Mercedes-Benz CLS 55 AMG werd in 2006 opgevolgd door de Mercedes-Benz CLS 63 AMG. De CLS 63 AMG heeft een 6,2-liter V8-motor die een maximaal vermogen levert van 514 pk.
Volgens de fabrikant waren de CLS-modellen bedoeld als studiemodel, dat niet in productie zou worden genomen. Als studiemodel had CLS de naam "CLS Vision". Toen bleek dat het publiek enthousiast was over deze CLS Vision, heeft men besloten de auto toch in productie te nemen. 

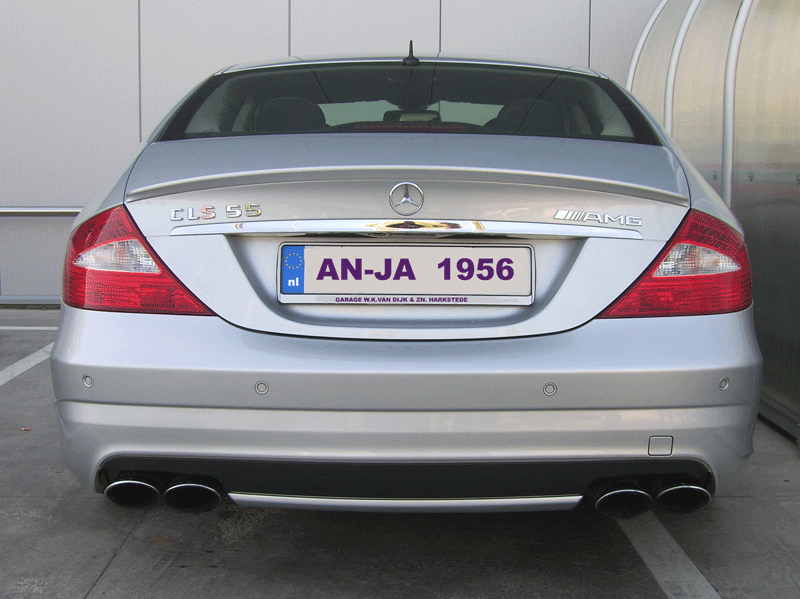
Mercedes Benz CLS 55 in de speciale AMG uitvoering.

## Versies
| Versie      | Motor    | pk  | Koppel |
| ----------- | -------- | --- | ------ |
| CLS 280     | 3,0 l V6 | 231 | 300    |
| CLS 350     | 3,5 l V6 | 292 | 365    |
| CLS 500     | 5,5 l V8 | 388 | 530    |
| CLS 63 AMG  | 6,2 l V8 | 514 | 630    |
| CLS 320 CDI | 3,0 l V6 | 224 | 510    |